# Conala matogrossensis
Conala matogrossensis är en insektsart som beskrevs av Keti Maria Rocha Zanol 1999. Conala matogrossensis ingår i släktet Conala och familjen dvärgstritar. Inga underarter finns listade i Catalogue of Life.